# Coppa Italia
La Coppa Italia, nota come Coppa Italia Frecciarossa per ragioni di sponsorizzazione, è la principale coppa calcistica italiana, nonché la seconda competizione professionistica nazionale per prestigio dopo il campionato di Serie A. Il torneo è organizzato dalla Lega Serie A, sotto la giurisdizione della FIGC, ed è considerato di fatto la coppa federale nazionale, sebbene, in virtù della propria organizzazione, sia formalmente una coppa di lega. La squadra detentrice della Coppa Italia può fregiare sulla propria maglia, per i dodici mesi successivi la conquista del trofeo, la coccarda italiana tricolore come simbolo identificativo dell'avvenuta vittoria.
La prima edizione del torneo si svolse nel 1922, e fu riproposta nell'annata 1926-1927 (edizione interrotta ai sedicesimi di finale); queste furono le uniche edizioni gestite direttamente dalla Federcalcio. La competizione successivamente fu riorganizzata a cadenza annuale dalla stagione 1935-1936: in questo periodo il torneo fu gestito dal Direttorio Divisioni Superiori. La manifestazione ebbe un altro stop, a causa della seconda guerra mondiale, nel 1943, e riprese nel 1958 sotto l'egida della Lega Nazionale Professionisti sino all'edizione 2009-2010. Dal 2010-2011 la coppa è gestita dalla Lega Serie A.
La squadra con il maggior numero di vittorie nel torneo è la Juventus, con quindici titoli di cui, ulteriormente, il record di quattro affermazioni consecutive; il torneo, nel corso della storia, ha visto i successi di sedici club diversi. Dal 1936, la squadra vincitrice della competizione ottiene, oltre al trofeo e ai benefici monetari di sorta, anche la qualificazione alle coppe europee; dal 2009, in palio è disponibile un posto in UEFA Europa League.
Dal 1988, inoltre, il club detentore della coppa acquisisce il diritto a partecipare alla Supercoppa italiana: fino al 2022, contro i campioni della Serie A in una partita di finale, mentre dal 2023 in una final four che, oltre agli scudettati uscenti, lo vede contrapposto anche alla seconda classificata in campionato e nella coppa nazionale.

## Storia

### XX secolo

#### Anni 20
La nascita della Coppa Italia, i cui progetti di realizzazione risalgono a partire dal 1912, si inquadra nelle turbolente vicende che sconvolsero l'organizzazione del calcio italiano nel 1921. In quell'anno un profondo dissidio fra le grandi società e la Federazione Italiana Giuoco Calcio, relativo alla struttura del massimo campionato, portò alla secessione dei più importanti club in una lega indipendente, la Confederazione Calcistica Italiana. Ritrovatasi con un torneo praticamente svuotato a livello tecnico, la Federcalcio decise di rimpolpare la stagione agonistica 1921-1922 proponendo una nuova competizione, parallela al campionato e a eliminazione diretta.
Fu così che il 2 aprile 1922 si disputarono i primi incontri della neonata coppa nazionale. Se però lo scarso fascino esercitato dalle deboli e perlopiù sconosciute società federali già creava grandi problemi al campionato, per l'edizione d'esordio della Coppa Italia l'interesse del pubblico si rivelò quasi nullo; il complicato meccanismo di ripescaggi e i continui ritiri fecero il resto sicché, dopo la vittoria dell'outsider Vado, squadra di seconda divisione, maturata in finale sull'Udinese ai tempi supplementari, la nuova manifestazione non trovò spazio nelle riforme che nell'estate del 1922 sanarono lo scisma del calcio italiano.
Quattro anni più tardi, nella stagione 1926-1927, ci fu un tentativo di riproporla, che però finì con l'interruzione del torneo dopo poche giornate, per la mancanza di date disponibili, complice l'intasamento del calendario provocato dalla disputa di tornei di consolazione come la Coppa CONI e la Coppa Arpinati.

#### Anni 30

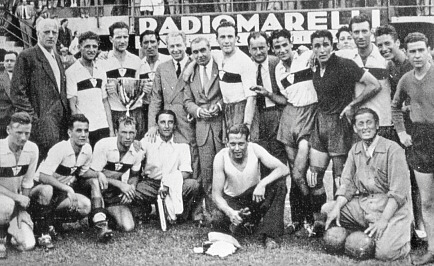
I calciatori del posano col trofeo vinto nell'edizione del 1936-1937

Solo nel 1935, in seguito alla riduzione della massima categoria a 16 squadre e al conseguente maggior spazio in calendario, la Coppa Italia riprese in maniera stabile e continuativa. Il regolamento venne modellato su quello della Coppa d'Inghilterra: tutte le partite si disputavano in gara secca su di un campo designato per sorteggio; in caso di parità dopo gli eventuali tempi supplementari, veniva programmata una ripetizione del match a stadi invertiti.

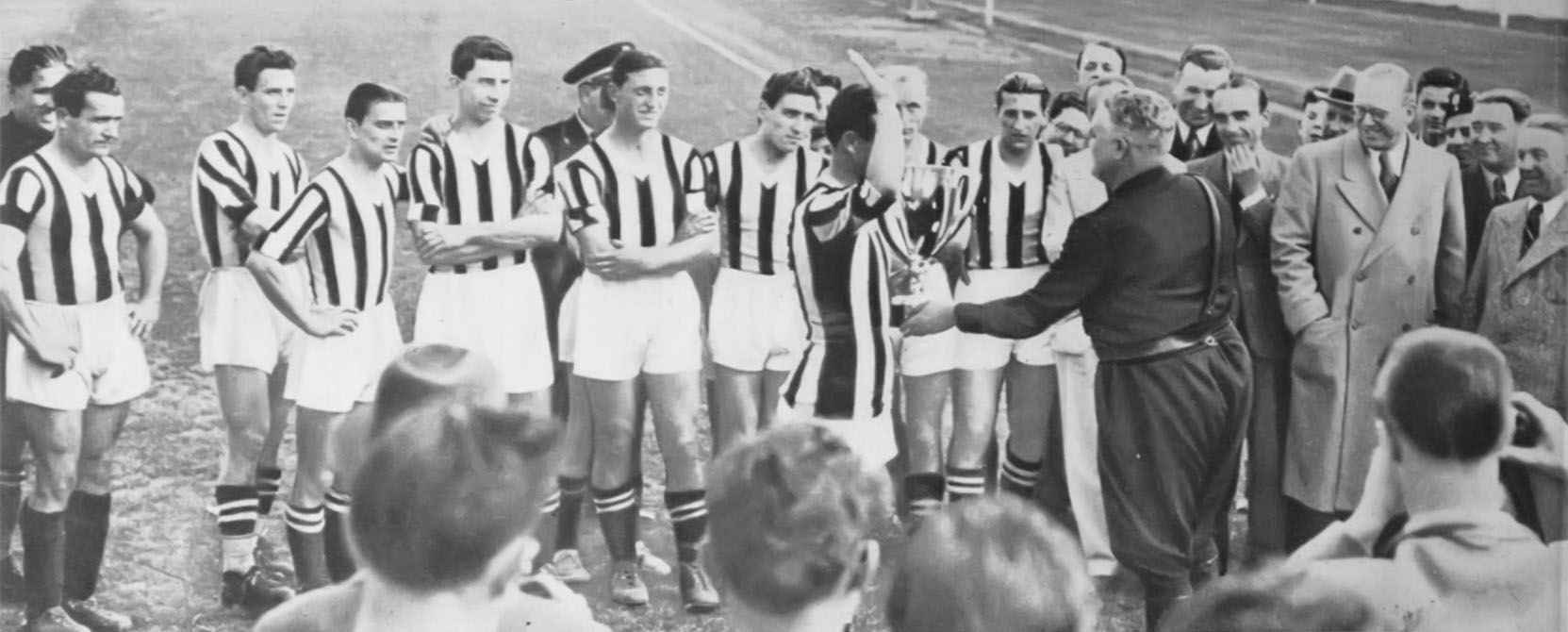
La premiata con la sua prima Coppa Italia, conquistata nell'edizione 1937-1938.

Avevano accesso alla competizione tutte le società di Serie A, Serie B e Serie C, fra le quali i sodalizi di massima divisione entravano in gioco direttamente nel tabellone principale, mentre gli altri venivano scremati preliminarmente in una serie di turni eliminatori. Il tabellone principale prevedeva cinque turni di gara a partire dai sedicesimi; quanto alla finale, inizialmente si tentò di portare avanti l'idea del campo neutro mutevole di anno in anno, così come una sede fissa nella capitale d'Italia, Roma; tuttavia, ben presto si virò verso la formula di una doppia sfida di andata e ritorno in casa delle due finaliste. La vincitrice della Coppa Italia acquisiva inoltre il diritto di partecipare, l'anno successivo, alla Coppa dell'Europa Centrale.
Il primo vincitore del rinnovato torneo fu il Torino, che batté l'Alessandria allo stadio Luigi Ferraris di Genova l'11 giugno 1936. Ai granata successero poi le più importanti società dell'epoca, ovvero il Genoa, la Fiorentina, l'Ambrosiana-Inter e la Juventus: rimane degno di nota il trionfo bianconero nell'edizione del 1937-1938, maturato in una finale che, per la prima volta nella storia della coppa, vide una stracittadina, quella di Torino, come atto conclusivo.

#### Anni 40

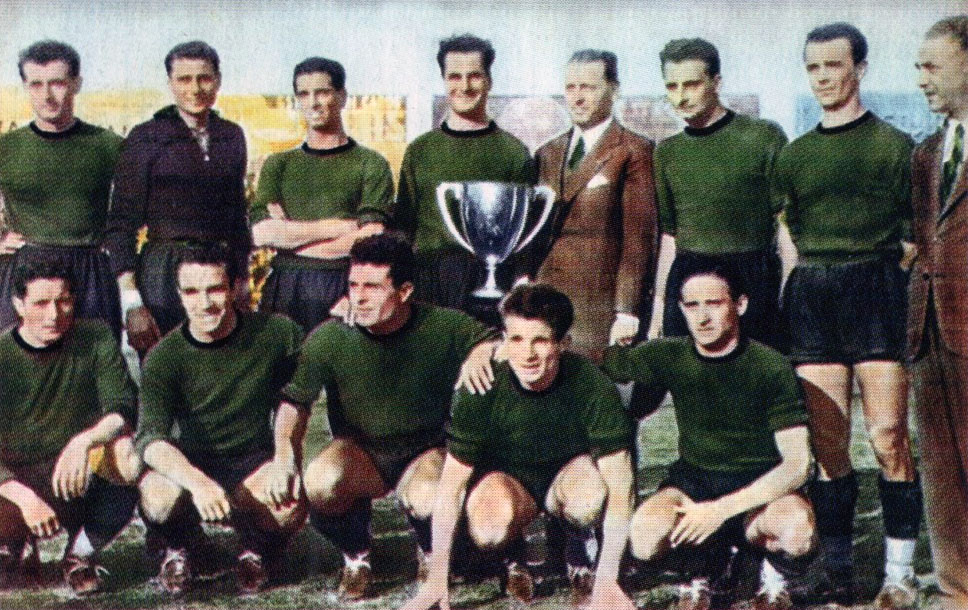
L'affermazione del nell'edizione del 1940-1941

Fece scalpore nell'edizione 1940-1941 il successo del Venezia, compagine storicamente lontana dal calcio di vertice, che, tuttavia, in quegli anni vantava in rosa giocatori destinati a divenire in breve tempo affermati campioni, su tutti Ezio Loik e Valentino Mazzola. Proprio questi due emersero negli anni seguenti tra i punti di forza del Grande Torino, che nella stagione 1942-1943 chiuse la serie conquistando anche lo scudetto, diventando così la prima squadra a vincere contemporaneamente i due maggiori trofei nazionali. Intanto, nell'edizione precedente i concittadini della Juventus, dopo aver superato in finale il Milano, erano stati i primi ad aggiudicarsi la Coppa Italia per la seconda volta.

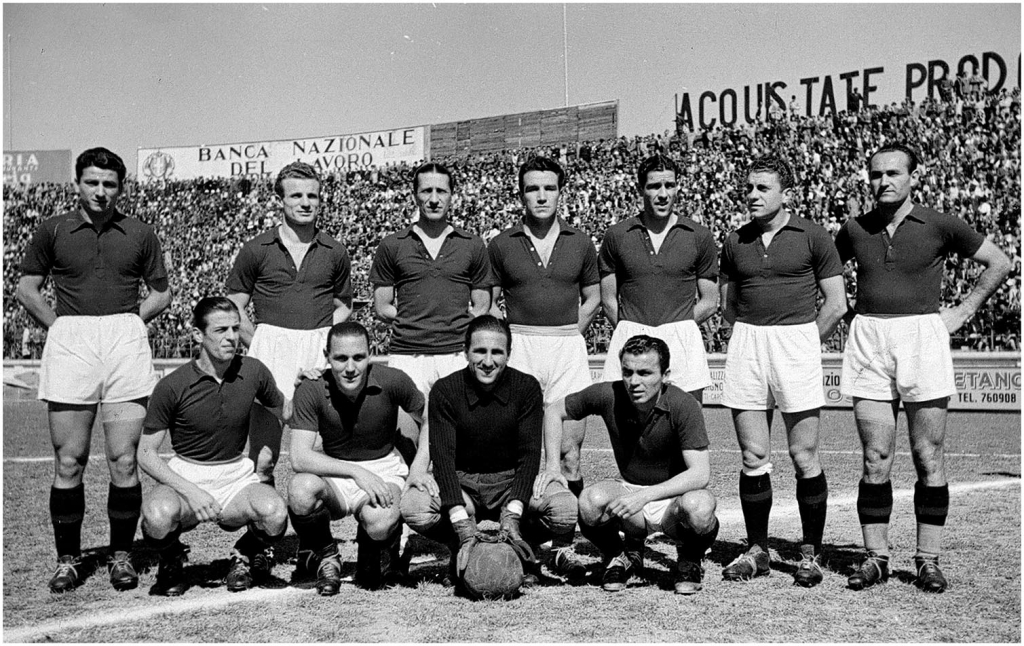
Il che ottenne il secondo trionfo di coppa nell'edizione 1942-1943; centrando nello stesso anno lo scudetto, divenne la prima squadra italiana a conseguire un double.

Il dramma del secondo conflitto mondiale interruppe la breve storia della manifestazione e, nel dopoguerra, l'espansione della Serie A fino a 20 squadre non lasciò più spazio alla "piccola" coppa nazionale. Nella prima stagione postbellica (1945-46), non riuscendo ad organizzare un campionato a girone unico a carattere nazionale, le squadre settentrionali escluse dalla fase finale disputarono la Coppa Alta Italia, vinta dal Bologna.

#### Anni 50
La competizione tornò a disputarsi solo nel 1958, quando la Lazio superò nell'atto conclusivo la Fiorentina. La manifestazione, ora organizzata dalla Lega Nazionale Professionisti, venne riesumata alla luce del progetto di una nuova competizione europea, la futura Coppa delle Coppe, che si annunciava strutturata come l'ormai lanciata Coppa dei Campioni.

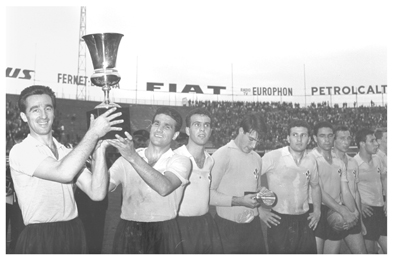
I calciatori della mostrano la loro seconda Coppa Italia conquistata nella stagione 1960-1961

L'edizione del 1958 fu in realtà decisa a stagione iniziata: in vista del successivo campionato del mondo 1958 in Svezia, le date della Serie A 1957-1958, sia come inizio che come conclusione, erano state anticipate di tre settimane; la nazionale italiana, però, non si era nel frattempo qualificata, eliminata a sorpresa dall'Irlanda del Nord. Dunque, per tenere impegnate le squadre e i giocatori, fu anticipato di qualche mese il "progetto-coppa" già avviato per la stagione 1958-1959 – annata, quest'ultima, in cui la competizione iniziò dopo le vacanze estive, quando ancora non erano giunte a conclusione le finali dell'edizione precedente.
La tradizionale coccarda tricolore, simbolo della vittoria nella manifestazione, fu utilizzata per la prima volta dalla Lazio dopo il successo del 1958, e da allora venne adottata ufficialmente dalla Lega. Nel torneo del 1959-1960 vinto dalla Juventus, che realizzò in quella stagione il primo double della sua storia, debuttò il trofeo della Coppa Italia ancora oggi in uso, in oro e decorato alla base da smalti tricolori che richiamano le tinte della bandiera nazionale.

#### Anni 60

Il, squadra vittoriosa per la prima volta nel 1961-1962 nonostante la militanza in Serie B.

La succitata Coppa delle Coppe vide ufficialmente la luce nella stagione 1960-1961 e fu sostanzialmente l'unico motivo per la rinascita della Coppa Italia; tale esigenza si rifletté sullo schema della competizione, strutturato affinché si svolgesse nel modo più rapido e meno ingombrante possibile: esclusi i sodalizi di Serie C, tutti i turni erano a eliminazione diretta in gara unica e una serie di griglie eliminatorie permettevano alle grandi squadre di entrare in scena a tabellone molto avanzato.
Negli anni 60, nonostante l'interesse del pubblico stentasse a decollare, nell'albo d'oro della coppa entrarono importanti società come la Roma e il Milan, inframezzate dalla sorprendente Atalanta, vittoriosa nell'edizione del 1962-1963. Si segnalò anche l'impresa sportiva dei cadetti del Napoli, i quali, nella stagione 1961-1962, divennero la seconda e fin qui ultima squadra, dopo il Vado, ad aggiudicarsi la coppa pur non militando nella massima divisione calcistica.

Il successo dell' nell'edizione 1962-1963

Da ricordare infine, dall'edizione 1967-1968, la rilevante novità regolamentare dell'abolizione della canonica finale a due – come invece era sempre avvenuto dalla nascita fino alla stagione precedente – per far posto al cosiddetto "girone finale": le quattro squadre semifinaliste andavano ad affrontarsi in un girone all'italiana, al termine del quale il trofeo veniva assegnato a quella che totalizzava il maggior numero di punti.

#### Anni 70
Per rilanciare la manifestazione e richiamare il pubblico negli stadi, la FIGC, convinta che, a causa della sua formula, gli sportivi italiani non amassero la Coppa Italia quanto il campionato, decise di sostituire il tabellone a eliminazione diretta con una serie di gironi, approfittando della contemporanea riduzione della Serie A a 16 squadre e del maggiore spazio derivatone in calendario.

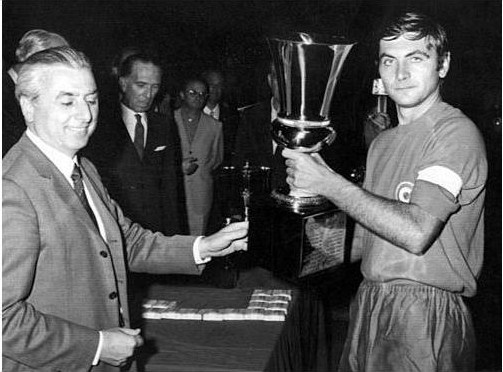
Il capitano del Giacomo Bulgarelli riceve da Artemio Franchi, la sua prima Coppa Italia nella stagione 1969-1970; l'edizione fu tra le poche disputate senza finale a due, bensì con epilogo in un "girone finale".

Come accennato in precedenza, dapprima i raggruppamenti di quattro società furono impiegati addirittura per assegnare il trofeo in luogo della tradizionale finale; tuttavia, la Federazione, accortasi dell'errore di aver eliminato il pathos dell'atto conclusivo, tornò ben presto sui suoi passi. Ciò fu lampante all'epilogo dell'edizione 1970-1971, quando l'arrivo di due squadre a pari punti al termine del "girone finale" portò alla necessità di un'ulteriore gara di spareggio in campo neutro per l'assegnazione del trofeo, di fatto una finale, peraltro risoltasi (per la prima volta nella storia della manifestazione) solamente ai tiri di rigore: la cosa spinse gli organizzatori a rispolverare la tradizionale finale unica già dalla successiva stagione 1971-1972.
Nella prima metà degli anni 70 il torneo cambiò quindi nuovamente formula: dapprima, in precampionato, venivano formati sette gironi da cinque squadre con gare di sola andata. Alle vincitrici di tali raggruppamenti andava poi ad aggiungersi di diritto il club detentore della coppa, che in quanto tale godeva di un bye per entrare in gioco a tabellone inoltrato; le otto società rimaste venivano quindi distribuite in due gironi con gare di andata e ritorno, da disputarsi dopo la fine del campionato.

La rosa del con la loro terza coppa, seconda consecutiva, vinta nel 1972-1973

Le due capoliste si incontravano poi nella ripristinata finale unica, stavolta con sede fissa allo stadio Olimpico di Roma e alla presenza del presidente della Repubblica. L'atto conclusivo romano andò avanti fino all'edizione del 1979-1980; soltanto nelle stagioni 1976-1977 e 1978-1979 la finale si tenne lontano dalla capitale d'Italia, rispettivamente allo stadio San Siro di Milano e allo stadio San Paolo di Napoli.
La squadra più vincente degli anni 70 fu il Milan, che riuscì a cucirsi la coccarda sul petto in tre occasioni su cinque finali disputate, l'ultima delle quali, nel 1977, vide il sodalizio rossonero togliersi la soddisfazione della vittoria in un derby di Milano contro l'Inter; quest'ultima si rifece nell'edizione seguente, interrompendo nell'occasione un digiuno di coppa che in casa nerazzurra durava da ben trentanove anni. In precedenza, una nobile decaduta come il Bologna seppe sfruttare il palcoscenico della coppa per rinverdire il suo blasone, con due affermazioni nella prima parte del decennio. Da segnalare anche gli exploit del Palermo che, pur militando in Serie B, negli anni 70 arrivò a disputare ben due finali.

#### Anni 80

La celebra il suo quinto successo nella manifestazione, nell'edizione 1983-1984.

Il rinnovato successo delle coppe europee spinse a ripensare nuovamente il formato della Coppa Italia, introducendovi turni a eliminazione diretta con regola dei gol in trasferta: il mutamento iniziò nel 1979, quando con questo metodo vennero disputati i quarti e le semifinali, per poi essere esteso alla finale due anni dopo e agli ottavi nel 1982, in concomitanza con la riammissione dei sodalizi di Serie C1 alla manifestazione.
Come accennato poc'anzi, a partire dall'edizione 1980-1981 venne riformata la finale, ora strutturata come agli albori in gare di andata e ritorno, assegnando il trofeo alla squadra che si aggiudicava il doppio confronto e con la regola in cui, in caso di parità di risultati e di differenza reti tra le due finaliste, la vittoria veniva conferita a quella che aveva siglato il maggior numero di gol fuori casa; in caso di ulteriore parità, la finale di ritorno vedeva l'epilogo ai tempi supplementari ed eventualmente ai tiri di rigore: tale formula proseguì immutata fino all'edizione del 2006-2007.

I giocatori della festeggiano con la loro terza Coppa Italia, seconda consecutiva, vinta nell'annata 1988-1989.

Gli anni 80 videro l'egemonia sportiva della Roma e della rampante Sampdoria, che trionfarono rispettivamente in quattro e tre occasioni; con il successo nell'edizione 1987-1988, i doriani furono inoltre i primi a guadagnarsi, assieme alla qualificazione europea, anche l'accesso a una nuova competizione nazionale, la Supercoppa italiana, che dal 1988 contrappone i detentori del campionato di Serie A a quelli della Coppa Italia.
Dopo due stagioni sui generis per i Giochi della XXIV Olimpiade di Seoul 1988 e per il campionato del mondo 1990 organizzato dall'Italia, il modello continentale trovò totale applicazione dal 1990, allorquando la Coppa Italia si strutturò con un turno eliminatorio e cinque turni di tabellone principale, tutti disputati secondo le medesime regole europee.

#### Anni 90

Il in festa per la sua prima coppa nell'edizione 1991-1992

I successivi anni 90 furono segnati da prime volte e storici ritorni al successo. La stagione 1991-1992 vide la prima affermazione assoluta del Parma, coriacea "provinciale" che visse in questo decennio una fulminea ascesa al calcio di vertice, nazionale ed europeo, seguita dodici mesi dopo dall'ultimo colpo di coda del Torino, nuovamente vittorioso nella coppa nazionale dopo oltre vent'anni. La successiva edizione 1993-1994 fu anche l'ultima, fin qui, a vedere l'exploit di una squadra cadetta, quello dell'Ancona finalista.
A metà del decennio toccò alla Fiorentina interrompere a sua volta un digiuno ventennale, mentre ben più rilevante fu l'affermazione della Lazio nell'edizione 1997-1998, quando i biancocelesti tornarono a scrivere il proprio nome nell'albo d'oro a quarant'anni esatti dal successo nell'edizione della rinascita. Un anno prima, il piccolo Vicenza aveva rinverdito i fasti di Vado, Venezia e Atalanta, salendo sul gradino più alto della competizione, per quello che rimane l'ultimo trionfo di una provinciale nella manifestazione.

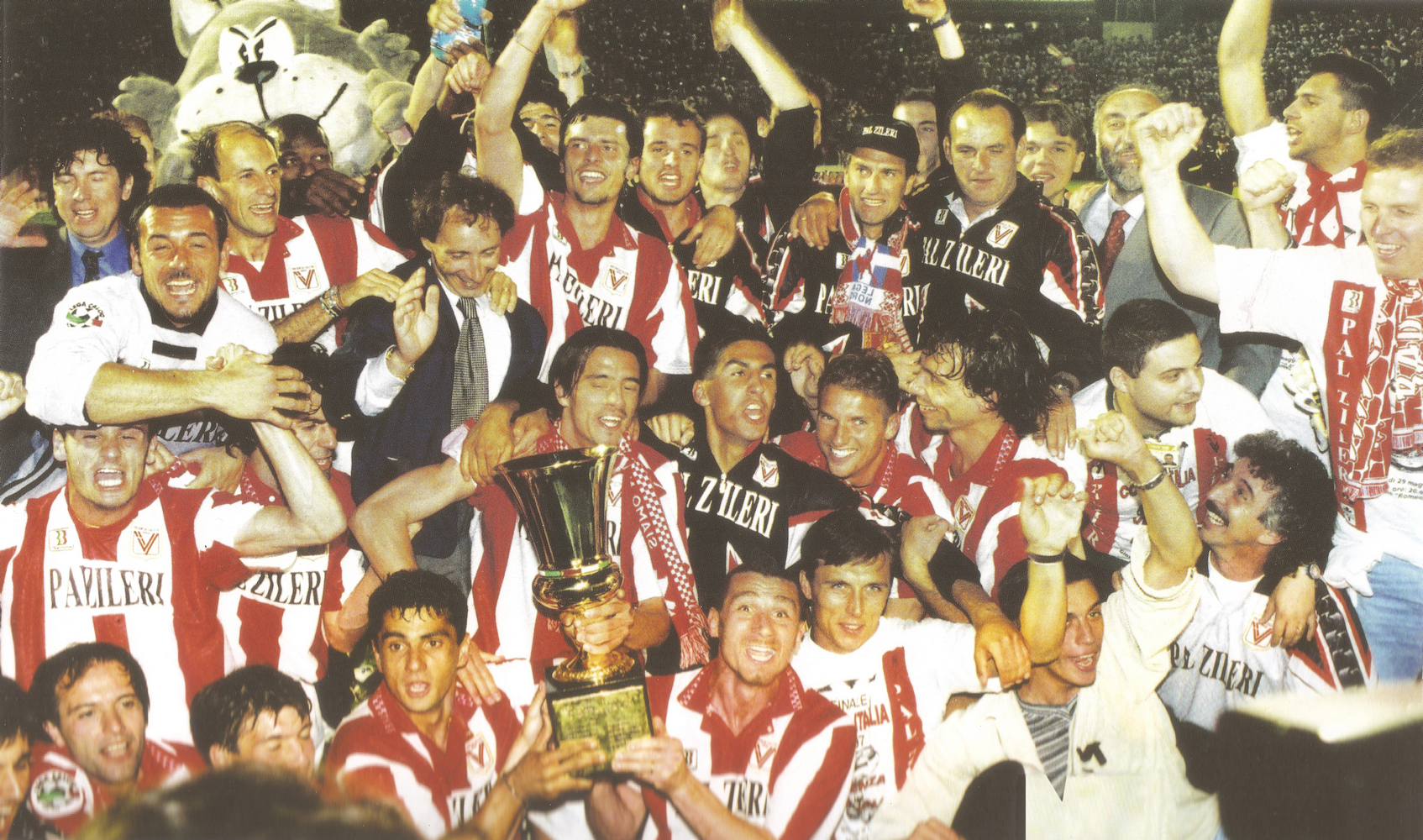
L'ultimo trionfo di una "provinciale", quello del nell'edizione 1996-1997.

In questa fase finale del XX secolo il torneo, pur senza raggiungere alti picchi d'interesse, seppe raccogliere discreti successi di pubblico; nonostante ciò, i cambiamenti decretati dalla UEFA alle proprie manifestazioni contribuirono ad affossare nuovamente la manifestazione.

### XXI secolo

#### Anni 2000

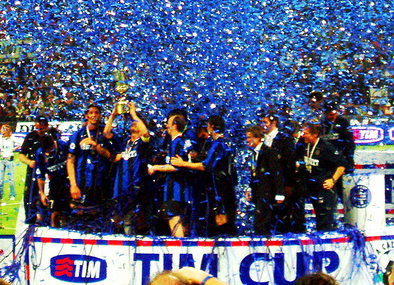
L' celebra la sua quinta Coppa Italia nell'edizione 2005-2006

L'abolizione della Coppa delle Coppe nel 1999 e il contestuale allargamento dei criteri di ammissione alla Champions League tolsero la principale ragion d'essere nonché spazio alla Coppa Italia, cui peraltro non diede rimedio il diritto all'accesso in Coppa UEFA per la vincitrice della manifestazione, poiché tale obiettivo poteva essere raggiunto più facilmente attraverso un piazzamento in campionato.
Alla perdita di interesse nei confronti della coppa seguì anche un ridimensionamento della sua formula: vi partecipavano tutte le squadre di Serie A, di Serie B e le migliori dieci di Serie C1. La prima fase era a gironi di sola andata, con quattro club, ai quali partecipavano i peggiori due di A e quelli delle serie inferiori; si qualificavano le vincitrici di ogni gruppo. La seconda fase consisteva in un turno eliminatorio con gare di andata e ritorno tra le otto qualificate e altrettante squadre di A non impegnate in Europa. Il tabellone principale comprendeva poi quattro turni di andata e ritorno.
In questi anni il torneo andò incontro a un costante declino. Nel 2005 si pensò di introdurre un elemento di novità, strutturando le eliminatorie in gara secca tra le dodici società di massima categoria non qualificate alle coppe continentali, quelle di cadetteria e trenta di terza serie; neanche queste innovazioni seppero però riportare il pubblico negli stadi della competizione, in cui le squadre schieravano spesso le seconde linee delle proprie rose.

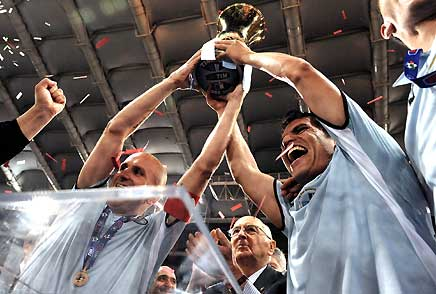
La solleva la Coppa Italia vinta per la quinta volta nel 2008-2009

Tuttavia, l'ennesimo cambiamento regolamentare, varato nel 2007 in occasione della sessantesima edizione del torneo, con la riduzione dell'organico alle sole società di Serie A e B nonché la reintroduzione della finale in gara unica da disputarsi stabilmente all'Olimpico di Roma, sembrò rilanciare la manifestazione. Nel 2008 ci fu poi un'ulteriore modifica organizzativa, che allargò nuovamente la competizione alle squadre delle serie minori nel contesto di un tabellone "tennistico", con tutti i turni in gara unica eccezion fatta per le semifinali, disputate da allora con la formula di andata e ritorno: un formato che, nel corso degli anni, suscitò critiche per la tendenza a favorire i principali club di Serie A a dispetto degli altri.
Gli anni 2000 furono caratterizzati dalla doppietta della Lazio, nonché, soprattutto, dall'acceso dualismo tra Inter e Roma: questa partita fu per ben cinque volte – quattro delle quali consecutive – lo scenario della finale, con i nerazzurri che si aggiudicarono tre trofei contro i due dei giallorossi; i meneghini, in particolare, con la vittoria nell'edizione 2004-2005, tornarono a cucirsi la coccarda al petto a ventitré anni dall'ultima volta. Nell'edizione 2002-2003 erano stati invece i concittadini del Milan a porre fine a un digiuno di coppa lungo ventisei anni.

#### Anni 2010

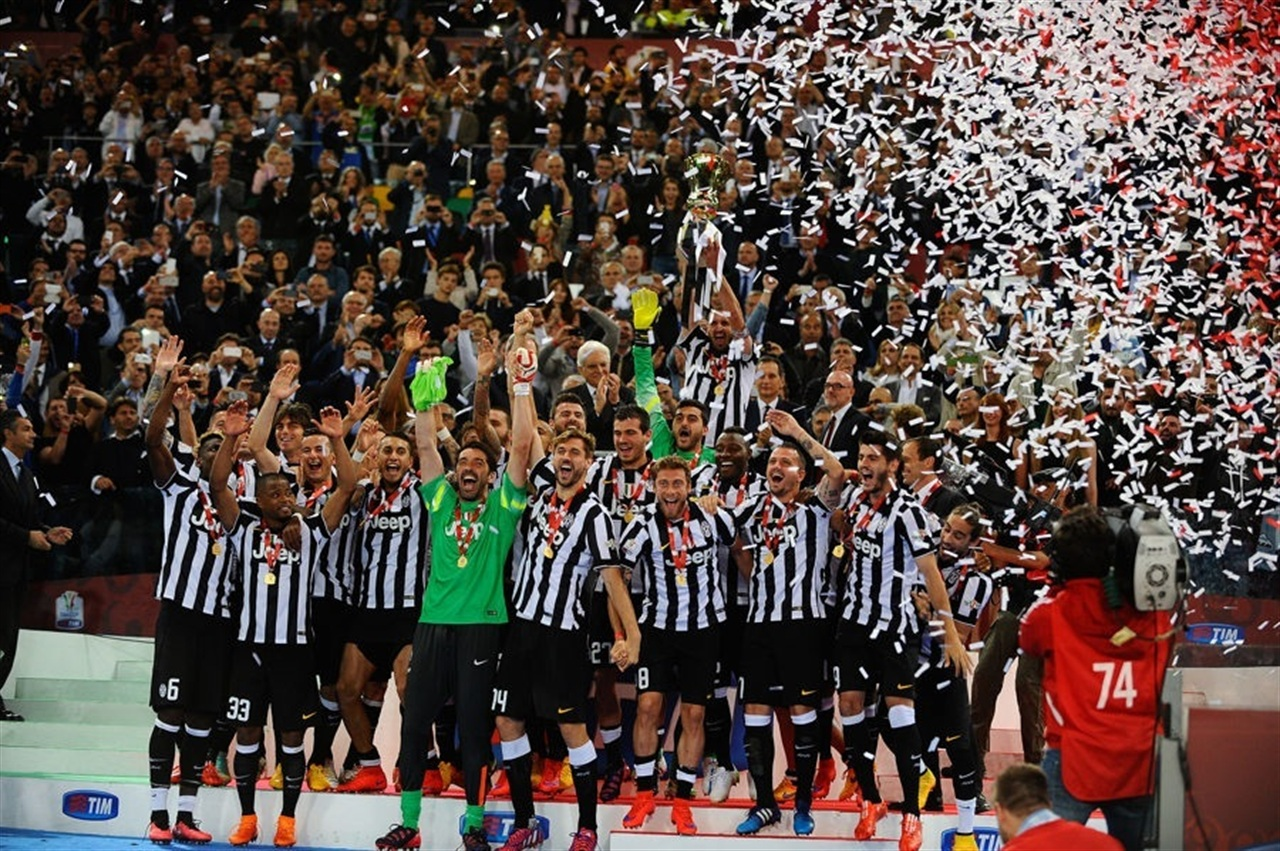
La Juventus premiata con la sua decima Coppa Italia al termine dell'edizione 2014-2015, in cui divenne la prima squadra a raggiungere la doppia cifra nell'albo d'oro.

La prima metà degli anni 2010, apertasi con un'appendice delle vittorie interiste del precedente decennio, vide il ritorno al successo di due club da tempo lontani dall'affermazione in Coppa Italia. Nell'edizione del 2011-2012 il Napoli sollevò nuovamente il trofeo a venticinque anni dal precedente trionfo, mentre nella stagione 2014-2015 fu la Juventus a porre fine a un digiuno lungo vent'anni, divenendo nell'occasione la prima squadra a toccare la doppia cifra nell'albo d'oro della manifestazione: proprio i bianconeri finiranno per egemonizzare la coppa nella seconda metà del decennio, inanellando una striscia-record di quattro vittorie consecutive. In precedenza, l'atto conclusivo dell'edizione 2012-2013 aveva visto per la prima volta il derby di Roma assegnare un trofeo ufficiale, con la Lazio a cucirsi la coccarda al petto.
Il decennio si chiuse con l'edizione 2019-2020, che, a causa di uno stop forzato dettato dalla sopraggiunta pandemia di COVID-19, vide la sua formula modificata in itinere, concludendosi con la terza affermazione del Napoli nel decennio.

#### Anni 2020
Il decennio iniziò nel segno di un dualismo Inter-Juventus nell'albo d'oro. I torinesi rimarcarono il loro primato nel palmarès col successo della stagione 2020-2021, battendo l'Atalanta, mentre nel 2021-2022 furono sconfitti nell'atto conclusivo dalla compagine interista che, nell'occasione, tornò a fregiarsi della coccarda dopo undici anni; nella stessa stagione, peraltro, il numero di squadre partecipanti era stato ridotto da 78 a 44 in seguito al cambio di formula della competizione, riservando la partecipazione alla coppa nazionale solamente alle squadre di Serie A e B, più quattro di Serie C.
Nell'edizione 2022-2023 l'Inter bissò il successo dell'anno precedente, questa volta superando la Fiorentina: fu il nono trofeo per i nerazzurri, che così appaiarono la Roma al secondo posto nell'albo d'oro della Coppa. Nell'annata 2023-2024 la Juventus, avendo la meglio in finale ancora sui bergamaschi, ottenne il suo quindicesimo titolo nella competizione.
La stagione 2024-2025 passò agli annali per il successo del Bologna, che, battendo in finale il Milan, tornò a sollevare il trofeo dopo cinquantuno anni.

## Formula
La squadra che vince il trofeo ottiene, per la stagione seguente, la qualificazione alla fase campionato dell'Europa League. Qualora questa abbia invece già ottenuto la qualificazione in Champions League tramite piazzamento in Serie A, ad accedere all'Europa League è quella che originariamente si era qualificata in Conference League, il cui posto è a sua volta sostituito dalla migliore esclusa dalla zona Europa in campionato.
Dalla stagione 2021-2022 la formula del torneo è così strutturata:
- partecipano 20 squadre di Serie A, 20 squadre di Serie B e 4 squadre di Serie C;
- ad ogni società viene assegnato un numero del ranking nella seguente modalità:
  - numero 1 per la vincitrice dell'edizione precedente della Coppa Italia (in base al posizionamento reale nel ranking della vincitrice le posizioni vengono scalate di un'unità);
  - numeri 2–8 per le prime 8 classificate nel campionato di Serie A precedente (esclusa l'eventuale detentrice della Coppa Italia);
  - numeri 9–20 per le squadre posizionate dal 9º al 17º posto nel campionato di Serie A precedente e le tre squadre promosse in Serie A nella stagione precedente;
  - numeri 21–24 per le tre squadre retrocesse in Serie B nella stagione precedente e la perdente della finale play-off del campionato di Serie B precedente[N 4];
  - numeri 25–36 per le squadre posizionate dal 4º al 15º posto nel campionato di Serie B precedente (escluse eventuali finaliste dei play-off) e la vincente della finale play-out del campionato di Serie B precedente[N 5];
  - numeri 37–40 per le tre squadre promosse in Serie B nella stagione precedente[N 6] e la vincente della finale play-off del campionato di Serie C precedente;
  - numeri 41–43 per le tre squadre seconde classificate nei gironi del campionato di Serie C precedente[N 7][N 6];
  - numero 44 per la vincitrice dell'edizione precedente della Coppa Italia Serie C[N 8];
- nel turno preliminare si affrontano in gara unica le squadre dalla 44ª alla 37ª posizione del ranking, le 4 con i numeri più alti hanno il diritto di giocare in casa. A partire dai trentaduesimi entrano in gioco le 28 squadre dalla 36ª alla 9ª posizione del ranking. Le rimanenti 8 squadre, le teste di serie, esordiscono negli ottavi di finale. I 3 turni eliminatori, così come ottavi e quarti di finale, si disputano in partite di sola andata. Dai trentaduesimi in poi la squadra entrata con il numero più basso di ranking giocherà la partita in casa; unica eccezione sono le semifinali, che prevedono una partita di andata e una di ritorno;
- dalla stagione 2007-2008, la finale è giocata in gara unica allo stadio Olimpico di Roma e alla presenza del Presidente della Repubblica Italiana, che premia le squadre a fine partita. In sua assenza, il compito è svolto dal Presidente del Senato;
- in tutte le gare della competizione deve essere utilizzato il pallone ufficiale della Lega Serie A, fornito dalla Puma.

Inoltre, dall'introduzione della finale unica, un artista esegue l'inno nazionale italiano prima del fischio d'inizio.

## Riconoscimenti

### Trofeo
Il trofeo originale della prima edizione della Coppa Italia, vinta nel 1922 dal Vado, andò distrutto durante il ventennio fascista; la FIGC ne realizzò una copia nel 1992, in occasione dei settanta anni dalla vittoria vadese nella manifestazione, attualmente esposta nella sede della Cassa di Risparmio di Savona a Vado Ligure. Come la precedente, anche la coppa in palio dal 1936 al 1943, così come quella in uso dal 1958 al 1959, erano stilisticamente molto differenti dalla versione attualmente conosciuta.
Nonostante la ripresa in pianta stabile della competizione si fosse concretizzata già da un paio d'anni, è solo nel 1960, più precisamente il 30 maggio, che la Lega Nazionale Professionisti, in vista dell'atto conclusivo della dodicesima edizione, decise di commissionare il trofeo odierno: fabbricato in oro puro, la nuova coppa, la cui realizzazione venne affidata a un'azienda specializzata milanese, aveva all'epoca un valore di due milioni e mezzo di lire.

Il trofeo in palio dal 2003, con base circolare.

Da allora, il trofeo originale è destinato a rimanere in consegna ai vincitori per un anno intero, prima di essere restituito alla Lega; contestualmente, il club detentore ne riceve in cambio una copia di minor valore – realizzata dapprima in similoro, e in seguito in argento – da conservare nella propria bacheca (a titolo equitativo, nel '60 vennero ex post consegnate tali copie anche alle due passate vincitrici del secondo dopoguerra, la Lazio e la Juventus).
Dalla stagione 1963-1964 la Lega ha affiancato alla canonica Coppa Italia anche la Coppa Renato Dall'Ara, istituita per commemorare la memoria dell'eponimo presidente bolognese scomparso nel 1964, e assegnata sempre alla squadra vincitrice della manifestazione. Inizialmente, anche quest'ultimo trofeo veniva consegnato in campo durante la cerimonia di premiazione, tuttavia col tempo tale consuetudine è andata perdendosi, fino all'abolizione del trofeo con la decima consegna a un club (Juventus) al termine dell'edizione 2020-2021.
A partire dalla edizione 2002-2003, vinta dal Milan, il trofeo viene modificato; la sua base che prima era quadrata e incisa con i nomi di tutti i precedenti vincitori viene sostituita con una base circolare che sfoggia il logo della competizione.
Nella stagione 2010-2011, la Lega Serie A e il Ministero della difesa raggiunsero un accordo per intitolare l'edizione al concomitante 150º anniversario dell'Unità d'Italia; a tal proposito, alla squadra vincente (Inter) vennero assegnati tre trofei: oltre alla Coppa Italia e alla Coppa Dall'Ara, la compagine nerazzurra ricevette anche la speciale Coppa del 150º anniversario dell'Unità d'Italia.

### Coccarda
Oltre al trofeo sopracitato, la squadra detentrice della Coppa Italia può inoltre sfoggiare sulle proprie divise ufficiali, sempre per i dodici mesi successivi la conquista del trofeo, una piccola coccarda tricolore come simbolo identificativo dell'avvenuta vittoria, in maniera del tutto simile a quanto avviene con lo scudetto per i club campioni d'Italia.
La coccarda, cucita per la prima volta nella stagione 1958-1959 sulle maglie della Lazio che aveva vinto la precedente edizione della coppa, si caratterizzava inizialmente per il cerchio esterno colorato di rosso, quello intermedio di bianco e quello interno di verde: questa tipologia venne usata fino alla stagione 1984-1985. Dall'anno successivo, ovvero dal 1985-1986, venne usato il modello col cerchio esterno verde, quello intermedio bianco e quello interno rosso: la diversa tipologia di coccarda venne cucita per la prima volta sulle maglie della Sampdoria, vincente nella precedente edizione della manifestazione. La coccarda con l'esterno rosso rifece temporaneamente la propria ricomparsa sulle maglie della Samp, nella stagione 1988-1989, e della Juve, nelle prime partite dell'annata 1990-1991. Infine, a partire dalla stagione 2006-2007, è stata ripristinata definitivamente l'originaria tipologia.
Precedentemente all'ideazione della coccarda, durante il periodo interbellico, alla squadra detentrice della Coppa Italia già spettava sfoggiare sul petto un fregio distintivo del titolo conseguito: questo non era però la coccarda che verrà introdotta nel '58, bensì uno scudetto tricolore ("retrocesso" alla coppa nazionale) caricato da un fascio littorio (quest'ultimo, per via del regime fascista al tempo al potere nel Regno d'Italia), utilizzato dall'edizione 1935-1936 a quella del 1942-1943; in quegli anni, infatti, il simbolo della vittoria del campionato italiano era divenuto la croce sabauda accompagnata dal fascio, lo stesso all'epoca presente sulla maglia azzurra della nazionale calcistica italiana.

## Albo d'oro
Elenco dei vincitori delle 78 edizioni della Coppa Italia disputate dal 1922 al 2025.
- 1922:  Vado (1)
- Dal 1923 al 1926: Edizioni non disputate
- 1926-1927: Edizione non terminata
- Dal 1927 al 1935: Edizioni non disputate
- 1935-1936:  Torino (1)
- 1936-1937:  Genoa (1)
- 1937-1938:  Juventus (1)
- 1938-1939:  Ambrosiana-Inter (1)
- 1939-1940:  Fiorentina (1)
- 1940-1941:  Venezia (1)
- 1941-1942:  Juventus (2)
- 1942-1943:  Torino (2)
- Dal 1944 al 1957: Edizioni non disputate
- 1958:  Lazio (1)
- 1958-1959:  Juventus (3)
- 1959-1960:  Juventus (4)
- 1960-1961:  Fiorentina (2)
- 1961-1962:  Napoli (1)
- 1962-1963:  Atalanta (1)
- 1963-1964:  Roma (1)
- 1964-1965:  Juventus (5)
- 1965-1966:  Fiorentina (3)
- 1966-1967:  Milan (1)
- 1967-1968:  Torino (3)
- 1968-1969:  Roma (2)
- 1969-1970:  Bologna (1)
- 1970-1971:  Torino (4)
- 1971-1972:  Milan (2)
- 1972-1973:  Milan (3)
- 1973-1974:  Bologna (2)
- 1974-1975:  Fiorentina (4)
- 1975-1976:  Napoli (2)
- 1976-1977:  Milan (4)
- 1977-1978:  Inter (2)
- 1978-1979:  Juventus (6)
- 1979-1980:  Roma (3)
- 1980-1981:  Roma (4)
- 1981-1982:  Inter (3)
- 1982-1983:  Juventus (7)
- 1983-1984:  Roma (5)
- 1984-1985:  Sampdoria (1)
- 1985-1986:  Roma (6)
- 1986-1987:  Napoli (3)
- 1987-1988:  Sampdoria (2)
- 1988-1989:  Sampdoria (3)
- 1989-1990:  Juventus (8)
- 1990-1991:  Roma (7)
- 1991-1992:  Parma (1)
- 1992-1993:  Torino (5)
- 1993-1994:  Sampdoria (4)
- 1994-1995:  Juventus (9)
- 1995-1996:  Fiorentina (5)
- 1996-1997:  Vicenza (1)
- 1997-1998:  Lazio (2)
- 1998-1999:  Parma (2)
- 1999-2000:  Lazio (3)
- 2000-2001:  Fiorentina (6)
- 2001-2002:  Parma (3)
- 2002-2003:  Milan (5)
- 2003-2004:  Lazio (4)
- 2004-2005:  Inter (4)
- 2005-2006:  Inter (5)
- 2006-2007:  Roma (8)
- 2007-2008:  Roma (9)
- 2008-2009:  Lazio (5)
- 2009-2010:  Inter (6)
- 2010-2011:  Inter (7)
- 2011-2012:  Napoli (4)
- 2012-2013:  Lazio (6)
- 2013-2014:  Napoli (5)
- 2014-2015:  Juventus (10)
- 2015-2016:  Juventus (11)
- 2016-2017:  Juventus (12)
- 2017-2018:  Juventus (13)
- 2018-2019:  Lazio (7)
- 2019-2020:  Napoli (6)
- 2020-2021:  Juventus (14)
- 2021-2022:  Inter (8)
- 2022-2023:  Inter (9)
- 2023-2024:  Juventus (15)
- 2024-2025:  Bologna (3)

### Titoli per squadra
| Squadra    | Vittorie | Secondi posti | Finali disputate | Gironi finali disputati |
| ---------- | -------- | ------------- | ---------------- | ----------------------- |
| Juventus   | 15       | 7             | 22               | 0                       |
| Roma       | 9        | 8             | 17               | 1                       |
| Inter      | 9        | 6             | 15               | 1                       |
| Lazio      | 7        | 3             | 10               | 0                       |
| Fiorentina | 6        | 5             | 11               | 1                       |
| Napoli     | 6        | 4             | 10               | 1                       |
| Milan      | 5        | 10            | 13               | 2                       |
| Torino     | 5        | 8             | 10               | 4                       |
| Sampdoria  | 4        | 3             | 7                | 0                       |
| Parma      | 3        | 2             | 5                | 0                       |
| Bologna    | 3        | 0             | 2                | 2                       |
| Atalanta   | 1        | 5             | 6                | 0                       |
| Genoa      | 1        | 1             | 2                | 0                       |
| Venezia    | 1        | 1             | 2                | 0                       |
| Vado       | 1        | 0             | 1                | 0                       |
| Vicenza    | 1        | 0             | 1                | 0                       |

## Record

### Squadre
L'accoppiata tra scudetto e Coppa Italia, il cosiddetto double nazionale, si è verificata in undici occasioni: sei volte con la Juventus, nel 1959-1960, nel 1994-1995, e nelle annate 2014-2015, 2015-2016, 2016-2017 e 2017-2018; due volte con l'Inter, nel 2005-2006 e nel 2009-2010; una volta ciascuno è stata invece appannaggio del Torino nel 1942-1943, del Napoli nel 1986-1987 e della Lazio nel 1999-2000. Per quanto concerne i casi di double continentali, questi si sono realizzati in sei occasioni: la Fiorentina nel 1960-1961 ha vinto contemporaneamente la Coppa Italia e la Coppa delle Coppe, binomio bissato poi dal Milan nel 1972-1973; la Juventus nel 1989-1990 ha affiancato alla coppa nazionale la Coppa UEFA, cosa riuscita in seguito anche al Parma nel 1998-1999; ancora il Milan nel 2002-2003 ha fatto sue assieme la Coppa Italia e la Champions League, imitato dai concittadini dell'Inter nel 2009-2010. In quest'ultima stagione si è inoltre verificato l'unico caso di treble per una squadra italiana, col club nerazzurro capace di conquistare, oltre alla Coppa Italia, anche scudetto e Champions League.
Nell'ambito dei record, la Juventus è stata l'unica a vincere quattro edizioni consecutive della Coppa Italia, dal 2014-2015 al 2017-2018. Sempre la società bianconera, nell'edizione 1937-1938 è stata la prima ad aggiudicarsi la manifestazione vincendo tutte le gare disputate: primato poi eguagliato dal Napoli nel 1986-1987 — e ulteriormente migliorato col record di 13 successi in altrettante partite giocate –, dalla Fiorentina nel 1995-1996 e dall'Inter nel 2009-2010. Ancora la Juventus ha bissato tale invincibilità nell'edizione 2017-2018, nell'occasione stabilendo un ulteriore primato, avendo mantenuto inviolata la propria porta per l'intera manifestazione.
Il Vado vincitore della prima edizione nel 1922, e il Napoli nel 1961-1962, sono le due sole società ad aver conquistato il trofeo non militando in massima divisione. In tre occasioni, infine, l'atto finale della competizione ha visto affrontarsi in un derby due squadre della stessa città: Juventus-Torino nel 1937-1938, Milan-Inter nel 1976-1977 e Roma-Lazio nel 2012-2013.
Il Milan è la squadra che complessivamente ha ottenuto il maggior numero di secondi posti nella competizione, risultando per otto volte la finalista perdente e piazzandosi al secondo posto in entrambi i gironi finali a quattro squadre disputati (nel secondo caso a seguito di un spareggio perso ai tiri di rigore, dopo aver concluso il girone in testa a pari punti). L'Atalanta è riuscita a raggiungere la finale in sei occasioni, vincendo una volta, nel 1963. Il Verona e il Palermo detengono il record negativo del numero di sconfitte (3) a fronte di nessun successo nelle finali disputate. In totale sono dieci le squadre che sono state sconfitte in finale senza essere mai riuscite a vincere il trofeo: oltre alle due precedenti, Udinese, Alessandria, Novara, SPAL, Padova, Catanzaro, Ancona sono state sconfitte nell'unica finale disputata; a queste va aggiunto il Cagliari che giunse secondo nel girone finale dell'edizione 1968-1969.

#### Partite
- Partita con più gol (19):
 Alessandria -  Amatori Bologna 17-2 (1926-1927)
- Partita con più tiri di rigore (22): 
 Napoli -  Monza 1-1 dts (10-9 dtr), con 11 tiri di rigore per squadra (1989-1990)
 Sampdoria -  Ascoli 2-2 dts (9-8 dtr), con 11 tiri di rigore per squadra (2022-2023)
- Vittoria in casa con maggiore scarto di gol (15):
 Alessandria -  Amatori Bologna 17-2 (1926-1927) e  Cittadella -  Potenza 15-0 (2015-2016)
- Vittoria in trasferta con maggiore scarto di gol (15):
 Cento -  Juventus 0-15 (1926-1927)
- Pareggio con più gol (8):
 Bagnolese -  L’Aquila 4-4 (1937-1938),  Schio -  Marzotto Valdagno 4-4 (1939-1940),  Udinese -  Cagliari 4-4 (1992-1993),  Ternana -  Udinese 4-4 (2001-2002)
- Maggior numero di partite vinte consecutivamente (20):
 Napoli nel 1985-1986 vinse le ultime 2 gare del girone eliminatorio da cui fu eliminato risultando terzo. Poi nella stagione 1986-1987 vinse tutte le tredici partite della competizione e vinse i primi cinque incontri nella stagione 1987-1988.
- Maggior numero di volte consecutive della stessa finale (4):
 Inter -  Roma: 2004-2005, 2005-2006, 2006-2007, 2007-2008, le prime due vinte dai nerazzurri, le altre due dai giallorossi.

### Calciatori

#### Classifica marcatori
In grassetto i calciatori ancora in attività.

Primi 10 giocatori per numero di reti assolute in Coppa Italia:
1. Alessandro Altobelli 56
2. Roberto Boninsegna 48
3. Giuseppe Savoldi 47
4. Gianluca Vialli 42
5. Pietro Anastasi 37
6. Paolo Pulici 37
7. Roberto Baggio 36
8. Gigi Riva 33
9. Roberto Mancini 32
10. Roberto Pruzzo 30

#### Classifica presenze
In grassetto i calciatori ancora in attività.

Primi 10 giocatori per numero di presenze assolute in Coppa Italia:
1. Roberto Mancini 120
2. Giuseppe Bergomi 119
3. Pietro Vierchowod 116
4. Franco Causio 113
5. Giovanni Galli 112
6. Dino Zoff 110
7. Ivano Bordon 102
8. Fausto Salsano 102
9. Giuseppe Bruscolotti 100
10. Gaetano Scirea 100

#### Plurivincitori
In grassetto i calciatori ancora in attività in Serie A.
- 6  Gianluigi Buffon (1  Parma, 5  Juventus)
- 6  Roberto Mancini (4  Sampdoria, 2  Lazio)
- 5  Romeo Benetti (2  Milan, 1  Juventus, 2  Roma)
- 5  Giorgio Chiellini (5  Juventus)
- 5  Bruno Conti (5  Roma)
- 5  Giuseppe Favalli (3  Lazio, 2  Inter)
- 5  Stephan Lichtsteiner (1  Lazio, 4  Juventus)
- 5  Goran Pandev (1  Lazio, 2  Inter, 2  Napoli)
- 5  Fausto Salsano (4  Sampdoria, 1  Roma)
- 5  Alex Sandro (5  Juventus)
- 5  Dejan Stanković (1  Lazio, 4  Inter)
- 5  Francesco Toldo (2  Fiorentina, 3  Inter)

#### Vittorie consecutive
In grassetto i calciatori con la serie ancora aperta.
- 4  Goran Pandev (1  Lazio, 2  Inter, 1  Napoli, dal 2009 al 2012)
- 4  Kwadwo Asamoah (4  Juventus dal 2015 al 2018)
- 4  Andrea Barzagli (4  Juventus dal 2015 al 2018)
- 4  Gianluigi Buffon (4  Juventus dal 2015 al 2018)
- 4  Giorgio Chiellini (4  Juventus dal 2015 al 2018)
- 4  Stephan Lichtsteiner (4  Juventus dal 2015 al 2018)
- 4  Claudio Marchisio (4  Juventus dal 2015 al 2018)
- 4  Stefano Sturaro (4  Juventus dal 2015 al 2018)
- 3  Romeo Benetti (1  Juventus, 2  Roma, dal 1979 al 1981)
- 3  Giuseppe Favalli (1  Lazio, 2  Inter, dal 2004 al 2006)
- 3  David Pizarro (1  Inter, 2  Roma, dal 2006 al 2008)
- 3  Leonardo Bonucci (3  Juventus dal 2015 al 2017)
- 3  Juan Cuadrado (3  Juventus dal 2016 al 2018)
- 3  Paulo Dybala (3  Juventus dal 2016 al 2018)
- 3  Sami Khedira (3  Juventus dal 2016 al 2018)
- 3  Mario Mandžukić (3  Juventus dal 2016 al 2018)
- 3  Daniele Rugani (3  Juventus dal 2016 al 2018)
- 3  Alex Sandro (3  Juventus dal 2016 al 2018)

### Allenatori

#### Plurivincitori
In grassetto gli allenatori ancora in attività in Serie A.
- 5  Massimiliano Allegri (5  Juventus)
- 4  Sven-Göran Eriksson (1  Roma, 1  Sampdoria, 2  Lazio)
- 4  Roberto Mancini (1  Fiorentina, 1  Lazio, 2  Inter)
- 3  Nereo Rocco (3  Milan)
- 3  Nils Liedholm (3  Roma)
- 3  Eugenio Bersellini (2  Inter, 1  Sampdoria)
- 3  Simone Inzaghi (1  Lazio, 2  Inter)
- 2  Tony Cargnelli (1  Torino, 1  Inter)
- 2  Giuseppe Chiappella (2  Fiorentina)
- 2  Edmondo Fabbri (1  Torino, 1  Bologna)
- 2  Bruno Pesaola (1  Napoli, 1  Bologna)
- 2  Giovanni Trapattoni (2  Juventus)
- 2  Vujadin Boškov (2  Sampdoria)
- 2  Ottavio Bianchi (1  Napoli, 1  Roma)
- 2  Luciano Spalletti (2  Roma)

#### Vittorie consecutive
In grassetto gli allenatori con la serie ancora aperta.
- 4  Massimiliano Allegri (4  Juventus, dal 2015 al 2018)
- 3  Roberto Mancini (1  Lazio, 2  Inter, dal 2004 al 2006)
- 2  Nereo Rocco (2  Milan, dal 1972 al 1973)
- 2  Nils Liedholm (2  Roma, dal 1980 al 1981)
- 2  Vujadin Boškov (2  Sampdoria, dal 1988 al 1989)
- 2  Luciano Spalletti (2  Roma, dal 2007 al 2008)
- 2  Simone Inzaghi (2  Inter, dal 2022 al 2023)

## Loghi
Dall'edizione 1998-1999 a quella 2017-2018 la Coppa Italia ha assunto ininterrottamente, e per la prima volta nella sua storia, una denominazione commerciale, quella di TIM Cup. Dal 2018 al 2022 la competizione torna a utilizzare il proprio logo istituzionale, privo di sponsorizzazione; fanno eccezione le semifinali di ritorno e la finale dell'edizione 2018-2019, in cui TIM è tornata a essere brevemente title sponsor; la finale dell'edizione 2019-2020, che ha assunto il nome commerciale di Coppa Italia Coca-Cola; quella dell'edizione 2020-2021, denominata TIMVISION Cup; l'edizione 2021-2022 denominata, a partire dai sedicesimi di finale, Coppa Italia Frecciarossa, così come dall'edizione 2022-2023 a seguire.

Logo della Lega Calcio adottato dalla Coppa Italia dal 1996 al 2010
Composit logo della TIM Cup usato nella stagione 2008-2009
Composit logo della TIM Cup usato dal 2010 al 2016
Composit logo della TIM Cup usato dal 2016 al 2018
Logo della Coppa Italia usato nell'edizione 2018-2019
Composit logo della TIM Cup usato nelle semifinali di ritorno e nella finale 2019
Logo della Coppa Italia usato dal 2019 al 2021
Composit logo della Coppa Italia Coca-Cola usato nella finale 2020
Composit logo della TIMVISION Cup usato nella finale 2021
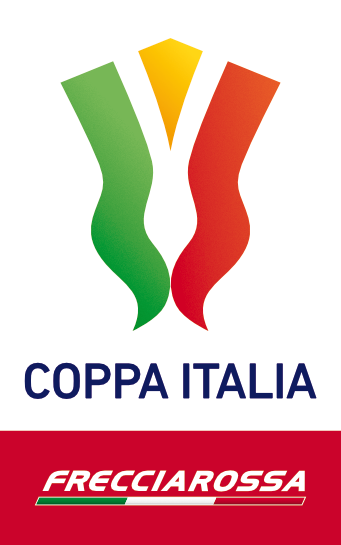
Composit logo della Coppa Italia Frecciarossa usato dal 2021 al 2024
Composit logo della Coppa Italia Frecciarossa in uso dall'edizione 2024-2025